# Grå larvklubba
Grå larvklubba (Ophiocordyceps entomorrhiza) är en svampart som först beskrevs av Dicks., och fick sitt nu gällande namn av G.H. Sung, J.M. Sung, Hywel-Jones & Spatafora 2007. Grå larvklubba ingår i släktet Ophiocordyceps och familjen Ophiocordycipitaceae.  Arten är reproducerande i Sverige. Inga underarter finns listade i Catalogue of Life.